# Liga a IV-a Brăila
Liga a IV-a Brăila este principala competiție fotbalistică din județul Brăila, organizată de Asociația Județeană de Fotbal (AJF) Brăila, situată în al patrulea eșalon al sistemului de ligi al fotbalului românesc.
Competiția este disputată de un număr variabil de echipe, în funcție de numărul echipelor retrogradate din Liga a III-a, al celor promovate din Liga a V-a Brăila, precum și al echipelor care se retrag sau se înscriu în competiție. Campioana poate sau nu să promoveze în Liga a III-a, în funcție de rezultatul barajului de promovare disputat împotriva campioanei dintr-o serie județeană vecină.

## Istoric
Campionatul Județean Brăila a fost înființat în 1968 și a fost pus sub autoritatea nou-înființatului Consiliu Județean pentru Educație Fizică și Sport (CJEFS) Brăila. Aceasta a avut loc în cadrul noii reorganizări administrative și teritoriale a țării, în urma căreia fiecare județ a înființat propriul său campionat de fotbal, integrând echipele din fostele campionate regionale, precum și pe cele care evoluaseră anterior în competițiile orășenești și raionale.
De atunci, organizarea și structura principalei competiții din Brăila, la fel ca și cele ale altor campionate județene, au suferit numeroase modificări. Între 1968 și 1992, competiția a fost cunoscută sub denumirea Campionatul Județean. În 1992 a fost redenumită Divizia C – Faza Județeană, din 1997 s-a numit Divizia D, iar din 2006 este cunoscută ca Liga a IV-a.

## Lista campioanelor
| Ed.                  | Sezon                | Campioană              |
| Campionatul Județean | Campionatul Județean | Campionatul Județean   |
| -------------------- | -------------------- | ---------------------- |
| 1                    | 1968–69              | Dunărea Brăila         |
| 2                    | 1969–70              | Unirea Tricolor Brăila |
| 3                    | 1970–71              | Dunărea Brăila         |
| 4                    | 1971–72              | Comerțul Brăila        |
| 5                    | 1972–73              | Portul Brăila          |
| 6                    | 1973–74              | Automobilul Brăila     |
| 7                    | 1974–75              | Autobuzul Făurei       |
| 8                    | 1975–76              | Constructorul Brăila   |
| 9                    | 1976–77              | Constructorul Brăila   |
| 10                   | 1977–78              | Tractorul Viziru       |
| 11                   | 1978–79              | Șantierul Naval Brăila |
| 12                   | 1979–80              | Tractorul Viziru       |
| 13                   | 1980–81              | Autobuzul Făurei       |
| 14                   | 1981–82              | Petrolul Brăila        |
| 15                   | 1982–83              | Tractorul Viziru       |
| 16                   | 1983–84              | Progresul Brăila       |
| 17                   | 1984–85              | Progresul Brăila       |
| 18                   | 1985–86              | Progresul Brăila       |
| 19                   | 1986–87              | Progresul Brăila       |
| 20                   | 1987–88              | Automobilul Însurăței  |
| 21                   | 1988–89              | Chimia Brăila          |
| 22                   | 1989–90              | Automobilul Însurăței  |
| 23                   | 1990–91              | Laminorul Brăila       |
| 24                   | 1991–92              | Dacia Lamirom Brăila   |

| Ed.                        | Sezon                      | Campioană                    |
| Divizia C – Faza Județeană | Divizia C – Faza Județeană | Divizia C – Faza Județeană   |
| -------------------------- | -------------------------- | ---------------------------- |
| 25                         | 1992–93                    | Șantierul Naval Brăila       |
| 26                         | 1993–94                    | Romgal Romanu                |
| 27                         | 1994–95                    | Chimia Brăila                |
| 28                         | 1995–96                    | Dunacor Brăila               |
| 29                         | 1996–97                    | Romgal Romanu                |
| Divizia D                  |                            |                              |
| 30                         | 1997–98                    | Petrolul Brăila              |
| 31                         | 1998–99                    | Dunacor Brăila               |
| 32                         | 1999–00                    | Scorillo Grădiștea           |
| 33                         | 2000–01                    | FC Ianca                     |
| 34                         | 2001–02                    | Start Corolla Movila Miresei |
| 35                         | 2002–03                    | Mondial Brăila               |
| 36                         | 2003–04                    | Start Corolla Movila Miresei |
| 37                         | 2004–05                    | CS Făurei                    |
| 38                         | 2005–06                    | Viitorul Însurăței           |
| Liga a IV-a                |                            |                              |
| 39                         | 2006–07                    | CSO Ianca                    |
| 40                         | 2007–08                    | Steaua Brăila                |
| 41                         | 2008–09                    | Viitorul Ianca               |
| 42                         | 2009–10                    | Recolta Tufești              |
| 43                         | 2010–11                    | Avântul Conpet Cireșu        |
| 44                         | 2011–12                    | Victoria Traian              |
| 45                         | 2012–13                    | Avântul Conpet Cireșu        |
| 46                         | 2013–14                    | Viitorul Însurăței           |

| Ed. | Sezon   | Campioană        |
| --- | ------- | ---------------- |
| 47  | 2014–15 | Victoria Traian  |
| 48  | 2015–16 | Sportul Chiscani |
| 49  | 2016–17 | Victoria Traian  |
| 50  | 2017–18 | CS Făurei        |
| 51  | 2018–19 | Viitorul Ianca   |
| 52  | 2019–20 | Sportul Chiscani |
| –   | 2020–21 | Nu s-a disputat  |
| 53  | 2021–22 | Victoria Traian  |
| 54  | 2022-23 | Viitorul Șuțești |
| 55  | 2023–24 | Viitorul Cireșu  |
| 56  | 2024–25 | Victoria Traian  |

1. ↑  Nu s-a disputat din cauza Pandemiei de COVID-19 din România.